# 8·1선언
8·1선언은 중국공산당과 중화소비에트공화국이 1935년 발표한 선언으로, 코민테른 제7차 대표 대회에 발맞추어 발표되었다. 1935년 8월 1일 중국공산당 중앙위원회는 장정 중 쓰촨성 북부의 중국 국민들에게 "항일 구국을 위해 전 동포에게 고하는 글"(중국어: 為抗日救國告全體同胞書)을 발표했다. 이후 1935년 8월 4일 샤워 회의에서 중국공산당은 쓰촨성과 산시성에 근거지를 마련하기로 결정하고 이 선언을 통해 중국국민당과 중국공산당의 국공 합작을 위한 발판이 마련되었고, 중국공산당의 지시를 받은 다양한 무장단체 및 게릴라들이 중국 역내 국민당 세력과 연대를 모색하게 되었다. 동북항일연군은 8·1선언을 통해 형성된 대표적인 공산주의 게릴라 중 하나이다.

## 같이 보기
- 중화소비에트공화국
- 왕밍